# Althepus tibiatus
Althepus tibiatus is een spinnensoort uit de familie Psilodercidae. De soort komt voor in Thailand.